# Увесь час Аґата
«Увесь час Аґата» (англ. Agatha All Along) — оригінальний саундтрек з серіалу «ВандаВіжен». Написаний композиторами серіалу Крістен Андерсон-Лопес і Робертом Лопесом для сьомого епізоду «Ламаючи четверту стіну». Пісня була виконана актрисою Кетрін Ган разом з Робертом Лопесом, Еріком Бредлі, Ґрегом Віпплом, Джаспером Рендаллом і Джеральдом Вайтом, які виступають як бек-вокалісти. Вона черпала натхнення з тематичних пісень серіалу «Сімейка монстрів» і «Сімейка Адамс» і стала вірусної після появи в епізоді. «Увесь час Аґата» офіційно вийшла 23 лютого 2021 роки як частина ВандаВіжен: Епізод 7 (Оригінальний саундтрек).

## Передумови і виробництво
У грудні 2020 року було оголошено, що Роберт Лопес і Крістен Андерсон-Лопес написали тематичні пісні для деяких епізодів серіалу «ВандаВіжен» від Marvel Studios для Disney+. Сьомий епізод серіалу «Ламаючи четверту стіну» вийшов на Disney+ 19 лютого 2021 року і закінчився розкриттям того, що персонаж Аґнес (Кетрін Ган) насправді була Аґатою Гаркнесс і маніпулятором штучно створеного світу Ванди Максимової — американського ситкому в Веств'ю. Розкриття супроводжувалося заголовком для серіалу «Увесь час Аґата», в якому фігурувала пісня Андерсон-Лопес і Лопеса, а також епізоди, які показують моменти, коли Аґата перебувала позаду. У титрах для «Ламаючи четверту стіну» пісня була названа «It Was ______ All Along», щоб заздалегідь не розкрити справжню особистість Аґати.
«Увесь час Аґата» була схожа на заголовну пісню для серіалу «Сімейка монстрів» і на пісню «The Addams Family Theme» з серіалу «Сімейка Адамс». Вона була залучена до музики минулих серіалів, присвячених монстрам, щоб надати головної теми Аґати «чаклунське огидне відчуття» з «легким відтінком тенора Умпа-лумпа». Ган — провідна співачка цієї теми, а Лопес співає бек-вокал разом з Еріком Бредлі, Грегом Віпплом, Джаспером Рендаллом і Джеральдом Вайтом, іншими чоловіками бек-вокалістами з попередніх тематичних пісень. Лопес і Андерсон-Лопес спродюсували пісню, яку аранжував і оркестрував Дейв Мецґер.
Пісня починається з мі мінор, а потім переходить в сі-бемоль в басі, який є тритоновим інтервалом, з бриджем в центрі соль мажор і кінцівкою «Shave and a Haircut». Тритон — це той же інтервал, який використовували Андерсон-Лопес і Лопес в останніх двох нотах їх чотирьох-нотного мотиву '«ВандаВіжен»,' використаного в їх інших тематичних піснях. Пісня включає в себе «роговий риф біг-бенду», «китчеві органи, веселі баритони», «хлоп-хлоп, бавовна, пастка», і співається «дивними-моторошними голосами» з текстами, які розкривають, як Аґата стояла за всіма трагедіями шоу.

## Випуск
«Увесь час Аґата» вийшла в цифровому вигляді на Marvel Music і Hollywood Records 23 лютого 2021 роки як другий трек альбому ВандаВіжен: Епізод 7 (Оригінальний саундтрек). Спочатку саундтрек планувалося випустити 26 лютого, і в The Verge припустили, що реліз був перенесений на раніший термін через популярність пісні.

## Сприйняття
Після виходу епізоду «Ламаючи четверту стіну» пісня «Увесь час Аґата» стала вірусною. Глядачі особливо зацікавилися цією темою, створивши різні ремікси, меми та відео TikTok в наступні дні. До 23 лютого гештег для пісні став популярною темою в Твіттері, і Дісней пов'язав гештег зі своїм смайликом Аґати.
Коментатори назвали пісню, яка «запам'ятовується», з «чудовими» текстами, і порівняли її з піснею «Відьмаку заплатіть карбованою монетою» з серіалу «Відьмак» від Netflix, яка також стала вірусною. Пісня також називалася «офіційним гітом літа 2021 року», піснею року і піснею, яка буде затребувана на урочистостях і в нічних клубах після пандемії COVID-19.
Алекс Залбен з Decider детально зупинився на тому, чому ця тема виявилася популярнішою, ніж попередні теми з серіалу, заявивши, що «імітація теми з „Сімейка монстрів“ дозволила їй отримати „риф“, який працює як перевірений часом» слуховий черв'як"", і додав що «ці пісні для лиходіїв, як видно в багатьох фільмах Walt Disney Animation Studios, найбільш цікаві і дозволяють лиходієві „заткнутися“». В Los Angeles Times Аугуст Браун погодився з Залбеном в тому, що «Увесь час Аґата» була злочинною піснею в «ВандаВіжен», описуючи її як «мем-стан чарівного вамп синглу, який був радісним твістом сюжету шоу». Браун назвав спів Ган бездоганним. Антоніо Фермі з Variety назвав «Увесь час Аґата» «найбільшою вступною піснею всіх часів» і «можливо, найагресивнішим вушним хробаком» із тематичних пісень «ВандаВіжен». Написавши в Polygon, Джошуа Рівера відчував, що «Увесь час Аґата» була «найкращим моментом» Андерсон-Лопес і Лопеса в «ВандаВіжен», назвавши цю пісню серіалу «першим справжнім вушних хробаком: коротким, липким і надзвичайно запам'ятовується». Емма Фрейзер з Collider написала, що ця пісня може (і повинна) принести творцям перемогу на «Еммі».
Після випуску пісня «Увесь час Аґата» посіла перше місце в чарті саундтреків iTunes, а до 24 лютого 2021 року посіла п'яте місце в чарті 100 кращих синглів iTunes.